# Bootcfg
在计算机中，bootcfg是一个基于Microsoft Windows NT的各操作系统上的命令，可作为编辑 boot.ini 文件的包裹层。 復原主控台中也存在一个类似命令，用以修复或重建启动配置文件。
尽管NTLDR和boot.ini不再用来启动Windows Vista及之后版本的Windows NT，这两者仍然和bootcfg工具一并提供。 这是为了处理与旧版本Windows多重引导时后者的boot.ini，并需要使用新系统排除故障的情况。
Windows Vista及其后的版本中的bootcfg会警告用户BCDEdit才是正确的修改启动选项的程序。